# Bánó Irén

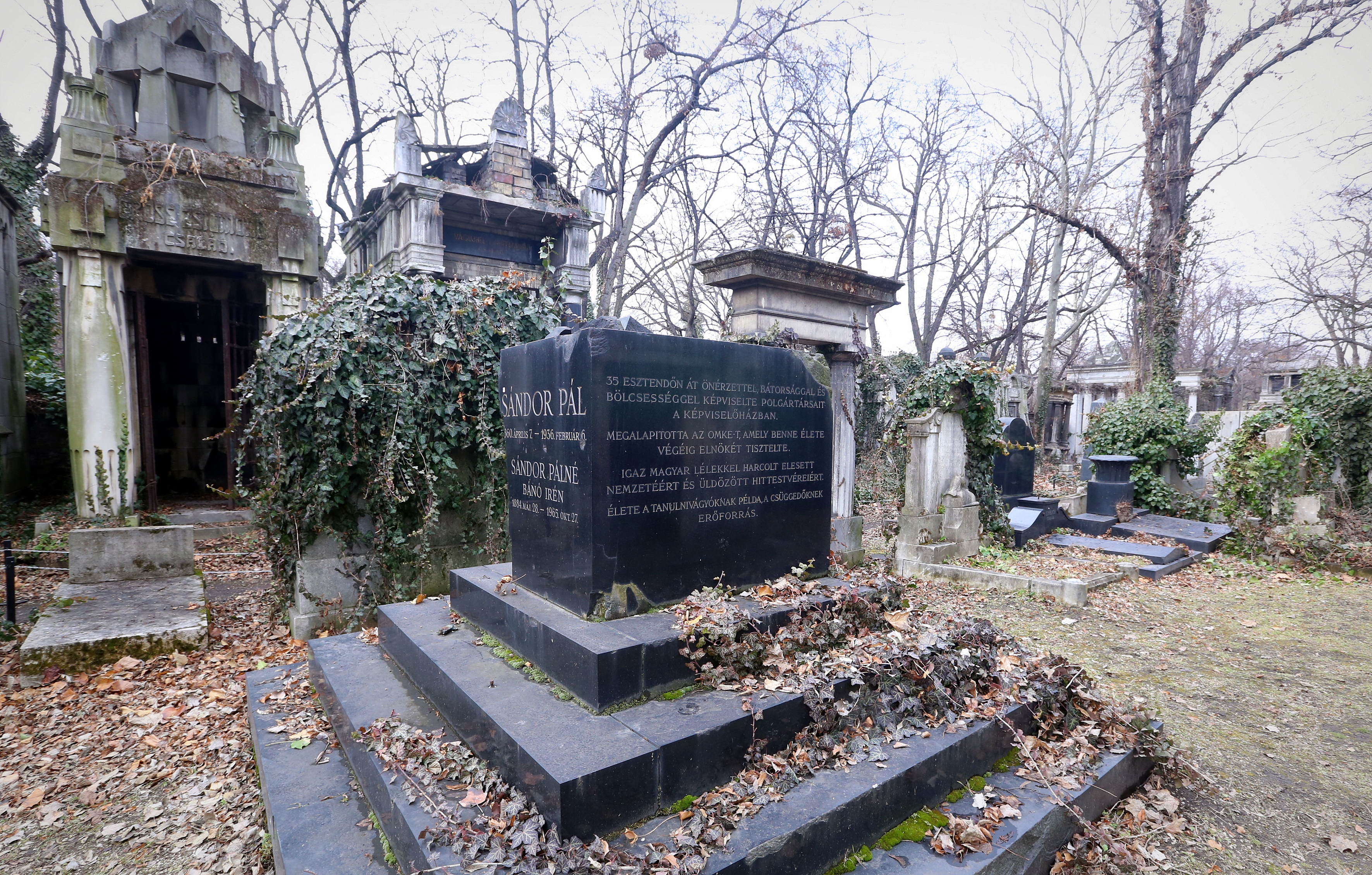
Férjével közös sírja a Salgótarjáni Utcai Zsidó Temetőben

Bánó Irén (1905-ig Büchler Irén, férjezett neve Sándor Pálné) (Budapest, 1884. május 28. – Budapest, 1965. október 27.) opera- és operett-énekesnő (szoprán). Sándor Pál országgyűlési képviselő felesége, Kodály Zoltánné Emma sógornője.

## Élete
Édesapja „tőzsde látogató” volt. Tizenöt éves korában lett a Zeneakadémia magánének, majd opera szakának növendéke. Az utolsó tanévben, 1903-ban szerződtette a frissen megnyílt Király Színház, ahol Huszka Jenő Aranyvirág c. operettjében debütált az év decemberében. 1904-ben az Operától kölcsönzött Szamosi Elzától vette át a János vitéz Francia királykisasszonyát, amit Kacsóh már a komponáláskor is neki szánt. A sikerszéria első kétszáz előadásából 153 estén Bánó alakította ezt a szerepet.
1910 januárjában az Aida címszerepében és Szulamitként (Sába királynője) vendégszerepelt az Operaházban, ahol egyetlen évadban, az 1911–12-esben rendes tagként volt szerződésben.
1923-ban kötött házasságot Sándor Pál országgyűlési képviselővel, s ezzel megszűnt színpadi pályafutása. A Kodály családdal szoros kapcsolatba került. Emma asszony combnyaktörése után Forrai Katalinnal az állandó szerdai látogatója volt a betegnek.

## Szerepei
- Goldmark Károly: Sába királynője – Szulamit
- Hegyi Béla: Borisz király – Jelena
- Kacsóh Pongrác: János vitéz – A francia királykisasszony
- Giacomo Meyerbeer: A hugenották – Valentine
- Jacques Offenbach: Szép mosóné[8] – Lurette
- Johann Strauss jun.: A denevér – Rosalinda
- Claude Terrasse: Én, te, ő![9] – Yolande
- Giuseppe Verdi: Aida – címszerep
- Richard Wagner: Lohengrin – Brabanti Elza
- Ermanno Wolff-Ferrari: Susanne titka – Susanne